# Tanus
Tanus är en kommun i departementet Tarn i regionen Occitanien i södra Frankrike. Kommunen ligger i kantonen Pampelonne som tillhör arrondissementet Albi. År 2022 hade Tanus 541 invånare.

## Befolkningsutveckling
Antalet invånare i kommunen Tanus
| Referens: INSEE |